# Ispas, Vijnița
Ispas (în ucraineană Іспас și în germană Ispas) este un sat reședință de comună în raionul Vijnița din regiunea Cernăuți (Ucraina). Are 4,440 locuitori, preponderent ucraineni (huțuli).
Satul este situat la o altitudine de 325 metri, în partea de nord-vest a raionului Vijnița. De această comună depinde administrativ satul Maidan-Ispas.

## Istorie
Localitatea Ispas a făcut parte încă de la înființare din regiunea istorică Bucovina a Principatului Moldovei. 
După cum afirmă cronicarul moldovean Ion Neculce (1672-1745) în lucrarea sa O samă de cuvinte: Când au aședzat pace Ștefan-vodă cel Bun cu leșii, fiind Ion Tăutul logofăt mare, l-au trimis sol la leși. Și au dăruit craiul leșescu Tăutului aceste sate la margine: Câmpul Lungu rusescu, Putila, Răstoaceli, Vijnița, Ispasul, Milie, Vilavce, Carapciul, Zamostie, Vascăuții, Voloca. Toate acestea le-au dăruit craiul leșescu Tăutului logofătului. Și au pus hotar apa Cirimușul, întru o duminică dimineața. 
După anexarea Bucovinei de către Imperiul Habsburgic în anul 1775, localitatea Ispas a făcut parte din Ducatul Bucovinei, guvernat de către austrieci, făcând parte din districtul Vijnița (în germană Wiznitz). 
După Unirea Bucovinei cu România la 28 noiembrie 1918, satul Ispas a făcut parte din componența României, în Plasa Răstoacelor a județului Storojineț. Pe atunci, majoritatea populației era formată din ucraineni, existând și o comunitate importantă de români. În perioada interbelică a funcționat aici Casa ucraineană de lectură și Cabinetul de lectură "Vasile Prodan" .
Ca urmare a Pactului Ribbentrop-Molotov (1939), Bucovina de Nord a fost anexată de către URSS la 28 iunie 1940, reintrând în componența României în perioada 1941-1944. Apoi, Bucovina de Nord a fost reocupată de către URSS în anul 1944 și integrată în componența RSS Ucrainene. 
Începând din anul 1991, satul Ispas face parte din raionul Vijnița al regiunii Cernăuți din cadrul Ucrainei independente. Conform recensământului din 1989, numărul locuitorilor care s-au declarat români plus moldoveni era de 23 (17+6), adică 0,53% din populația localității . În prezent, satul are 4.440 locuitori, preponderent ucraineni.

## Demografie
Componența lingvistică a localității Ispas
     Ucraineană (99,55%)
     Alte limbi (0,42%)
Conform recensământului din 2001, majoritatea populației localității Ispas era vorbitoare de ucraineană (99,55%), existând în minoritate și vorbitori de alte limbi.
1989: 4.381 (recensământ)
2007: 4.440 (estimare)

### Recensământul din 1930
Componența etnică a comunei Ispas (județul Storojineț)
     Români (1,39%)
     Evrei (2,76%)
     Ruteni (91,13%)
     Polonezi (4,02%)
     Altă etnie (0,7%)
Componența confesională a comunei Ispas
     Ortodocși (89,74%)
     Romano-catolici (3,92%)
     Mozaici (2,76%)
     Greco-catolici (3,03%)
     Altă religie (0,55%)
Conform recensământului efectuat în 1930, populația comunei Ispas se ridica la 5.168 locuitori. Majoritatea locuitorilor erau ruteni (91,13%), cu o minoritate de evrei (2,76%), una de români (1,39%) și una de polonezi (4,02%). Alte persoane s-au declarat: germani (6 persoane) și ruși (26 de persoane). Din punct de vedere confesional, majoritatea locuitorilor erau ortodocși (89,74%), dar existau și romano-catolici (3,92%), mozaici (2,76%) și greco-catolici (3,03%). Alte persoane au declarat: armeano-catolici (11 persoane), baptiști (12 persoane) și unitarieni (4 persoane).